# Muntjakherten
De muntjakherten (Muntiacini) vormen een geslachtengroep uit de familie der hertachtigen (Cervidae). 

## Indeling
- Geslacht: Muntiacus
  - Soort: Muntiacus atherodes (Gele muntjak van Borneo)
  - Soort: Muntiacus aureus
  - Soort: Muntiacus crinifrons (Zwarte muntjak)
  - Soort: Muntiacus feae (Tibetaanse muntjak)
  - Soort: Muntiacus gongshanensis (Gongshanmuntjak)
  - Soort: Muntiacus malabaricus
  - Soort: Muntiacus muntjak (Zuidelijke rode muntjak)
  - Soort: Muntiacus puhoatensis
  - Soort: Muntiacus putaoensis
  - Soort: Muntiacus reevesi (Chinese muntjak)
  - Soort: Muntiacus rooseveltorum (Yunnanmuntjak)
  - Soort: Muntiacus truongsonensis
  - Soort: Muntiacus vaginalis (Noordelijke rode muntjak)
  - Soort: Muntiacus vuquangensis (Reuzenmuntjak)
- Geslacht Elaphodus
  - Soort: Elaphodus cephalophus (Kuifhert)